# 天兵阿榮
是一部2021年美國動畫科幻冒險電影，由薩沙·史密斯、讓·菲利普·維恩（Jean-Philippe Vine）執導，聯合導演為奧克塔維奧·羅德里格斯（Octavio Rodriguez），由彼得·貝納姆、薩沙·史密斯編劇，由查克·葛里芬納奇、傑克·狄倫·葛雷瑟、奧莉薇亞·柯爾曼、艾德·赫姆斯、賈斯特·史密斯、羅伯·德萊尼、馬庫斯·斯克里布納、里卡多·烏爾塔多、凱莉·坎特拉爾和托馬斯·巴布斯卡主演。2021年10月22日在美國上映。

## 配音員
| 阿榮        | 查克·葛里芬納奇   | 馬國堯 | 張振聲 |
| 巴尼        | 傑克·狄倫·葛雷瑟  | 蔣鐵城 | 高楚陽 |
| 東卡        | 奧莉薇雅·柯爾曼   | 王華怡 | 陳安瑩 |
| 巴尼的父親  | 艾德·赫姆斯       | 吳文民 | 李建良 |
| 馬可        | 賈斯特·史密斯     | 張立昂 | 簡懷甄 |
| 阿杜        | 羅伯·德萊尼       | 張騰 | 蘇裕邦 |
| Alex Tubman | 馬庫斯·斯克里布納 | | |
| 李奇        | 里卡多·烏爾塔多   | 張宇豪 | 盧伽軒 |
| 莎凡娜      | 凱莉·坎特拉爾     | 薛晴 | 陳姻岐 |
| Jayden      | 托馬斯·巴布斯卡   | | |
|             |                   | 傅品晟 吳佳樺 喬資淯 夏治世 張至超 徐偉翔 曾允凡 林沛笭 梁興昌 蔣慶妍 賈文安 賴緯 連思宇 鄧偉德 鈕凱暘 陳幼文 陳貞伃 馬至慧 高芸鑠 | 程文意 蕭漢翹 錢惠玲 姜嘉蕾 黎家希 駱慧怡 吳梅 黃尉斯 陳雪瑩 張添勝 鄭偉豪 竺諺鴻 陳頴琪 潘勻雋 張振熙 柯志健 石梓晴 |

## 製作
2017年10月12日，宣布鎖匠動畫的第一部製作電影。亞歷山德羅·卡羅尼和懹·菲利普·維恩（Jean-Philippe Vine）將擔任電影的聯合導演，而彼得·貝納姆和鎖匠動畫的聯合創始人莎拉·史密斯將編寫劇本。雙重否定加入製作合作夥伴。

## 發行
起初本片定於2020年11月6日上映。2019年11月，迪士尼宣佈電影改檔至2021年2月26日。2020年5月，由於2019冠狀病毒病疫情影響，電影再次被改檔至2021年4月23日。2021年1月22日，電影改檔至2021年10月22日在美國上映。
由於在迪士尼於2019年收購二十一世紀福斯後，鎖匠動畫宣佈與二十世紀福斯（當時仍未改為現名）解約並重新與華納兄弟簽約，本片成為鎖匠動畫唯一一部與二十世紀影業合作的作品。

### 評價
爛番茄根據100條評論，本片獲得80%的新鮮度，平均得分6.6／10，觀眾投票獲得94%的分數，平均得分為4.6／5。在Metacritic上，電影獲得65分，表明“總體好評”。影院評分的調查，觀眾在A+到F的範圍內給這部電影的平均評分為“A”。

## 配樂
「天兵阿榮（電影原聲帶） Ron's Gone Wrong (Original Motion Picture Soundtrack)」 是電影原聲帶專輯，由好萊塢唱片和華特迪士尼唱片於2021年10月15日以數字形式發行（這是20世紀影業第一部通過兩個唱片公司發行音樂）。音樂以亨利·傑克曼創作的音樂為特色，並以一首名為「陽光(Sunshine）」的原創歌曲為特色（這是電影的原聲專輯，也是唯一一張由國會唱片於2021年9月24日正式發行的熱門單曲），由1世代成員連恩·佩恩演唱歌曲，專輯也於2021年10月22日實體發行，甚至在英國倫敦的阿比路錄音室和AIR錄音公司錄製。

### 曲目列表
| 天兵阿榮（電影原聲帶） | 天兵阿榮（電影原聲帶）                 | 天兵阿榮（電影原聲帶） | 天兵阿榮（電影原聲帶） |
| 曲序                   | 曲目                                   | 作曲                   | 时长                   |
| ---------------------- | -------------------------------------- | ---------------------- | ---------------------- |
| 1.                     | The Future of Friendship / New Friends | 亨利·傑克曼和戴夫·貝利 | 3:59                   |
| 2.                     | Mark's Dream                           |                        | 1:19                   |
| 3.                     | Happy Late Birthday                    |                        | 1:18                   |
| 4.                     | Middle School Ain't So Bad             |                        | 1:28                   |
| 5.                     | Renegade Robot                         |                        | 3:02                   |
| 6.                     | Welcome to the Bubble Store            |                        | 3:09                   |
| 7.                     | Night Light                            |                        | 2:37                   |
| 8.                     | How to Be My Friend                    |                        | 1:57                   |
| 9.                     | The Co-Founder                         |                        | 1:22                   |
| 10.                    | Bonding                                |                        | 1:17                   |
| 11.                    | Misguided Mission                      |                        | 0:54                   |
| 12.                    | Unlocked and Out of Control            |                        | 1:47                   |
| 13.                    | Two-Way Street                         |                        | 1:14                   |
| 14.                    | Unhinged                               |                        | 1:26                   |
| 15.                    | Schoolyard Rave                        |                        | 1:29                   |
| 16.                    | Best Friend Out of the Box             |                        | 1:29                   |
| 17.                    | Bot Pursuit                            |                        | 0:56                   |
| 18.                    | Freedom in the Forest                  |                        | 2:26                   |
| 19.                    | Missing                                |                        | 1:24                   |
| 20.                    | Lost in the Woods                      |                        | 2:41                   |
| 21.                    | My Life for Yours                      |                        | 2:22                   |
| 22.                    | Rallying Cry                           |                        | 3:06                   |
| 23.                    | Headquarters Heist                     |                        | 3:45                   |
| 24.                    | Behold the Cloud                       |                        | 1:42                   |
| 25.                    | We'll Find Each Other                  |                        | 4:51                   |
| 26.                    | Fully Uploaded                         |                        | 1:15                   |
| 27.                    | A Vision Restored                      |                        | 0:23                   |
| 28.                    | Hanging Out                            |                        | 1:59                   |
| 29.                    | Middle School                          |                        | 4:26                   |
| 30.                    | New Friends                            | 亨利·傑克曼和戴夫·貝利 | 1:41                   |
| 31.                    | Sunshine                               | 連恩·佩恩              | 2:44                   |
| 32.                    | A Quirk in the System                  |                        | 3:18                   |
| 总时长：               | 总时长：                               | 总时长：               | 68:46                  |

## 外部連結
- 互联网电影数据库（IMDb）上《天兵阿榮》的资料（英文）
- Metacritic上《天兵阿榮》的資料（英文）
- Box Office Mojo上《天兵阿榮》的資料（英文）
- 爛番茄上《天兵阿榮》的資料（英文）
- AllMovie上《天兵阿榮》的资料（英文）
- 開眼電影網上《天兵阿榮》的資料（繁體中文）
- 时光网上《天兵阿榮》的資料（简体中文）
- 豆瓣电影上《天兵阿榮》的資料 （简体中文）